# Wereldkampioenschappen baanwielrennen 1928
De wereldkampioenschappen baanwielrennen 1928 werden van 14 tot en met 20 augustus 1928 gehouden in het Hongaarse Boedapest. Er stonden drie onderdelen op het programma, twee voor beroepsrenners en een voor amateurs.

## Uitslagen

### Beroepsrenners
| Onderdeel | Goud           | Goud            | Zilver          | Zilver    | Brons            | Brons       |
| --------- | -------------- | --------------- | --------------- | --------- | ---------------- | ----------- |
| Sprint    | Lucien Michard | Frankrijk       | Lucien Faucheux | Frankrijk | Ernest Kauffmann | Zwitserland |
| Stayeren  | Walter Sawall  | Weimarrepubliek | Henri Bréau     | Frankrijk | Victor Linart    | België      |

### Amateurs
| Onderdeel | Goud               | Goud       | Zilver          | Zilver    | Brons        | Brons     |
| --------- | ------------------ | ---------- | --------------- | --------- | ------------ | --------- |
| Sprint    | Willy Falck Hansen | Denemarken | Roger Beaufrand | Frankrijk | Jack Standen | Australië |

### Medaillespiegel
| Plaats | Land            | Goud | Zilver | Brons | Totaal |
| 1      | Frankrijk       | 1    | 3      | 0     | 4      |
| 2      | Weimarrepubliek | 1    | 0      | 0     | 1      |
| 2      | Denemarken      | 1    | 0      | 0     | 1      |
| 4      | Australië       | 0    | 0      | 1     | 1      |
| 4      | België          | 0    | 0      | 1     | 1      |
| 4      | Zwitserland     | 0    | 0      | 1     | 1      |
| Totaal | Totaal          | 3    | 3      | 3     | 9      |